# Cobubatha metaspilaris
Cobubatha metaspilaris là một loài bướm đêm trong họ Noctuidae.